# Tomáš Andres
Tomáš Andres (* 12. April 1996 in Ústí nad Labem) ist ein deutsch-tschechischer Eishockeyspieler, der seit April 2021 bei den Dresdner Eislöwen aus der DEL2 unter Vertrag steht und dort auf der Position des Centers spielt. Zuvor war Andres bereits für die Lausitzer Füchse in der DEL2 aktiv und verbrachte unter anderem zwei Spielzeiten in der französischen Ligue Magnus.

## Karriere

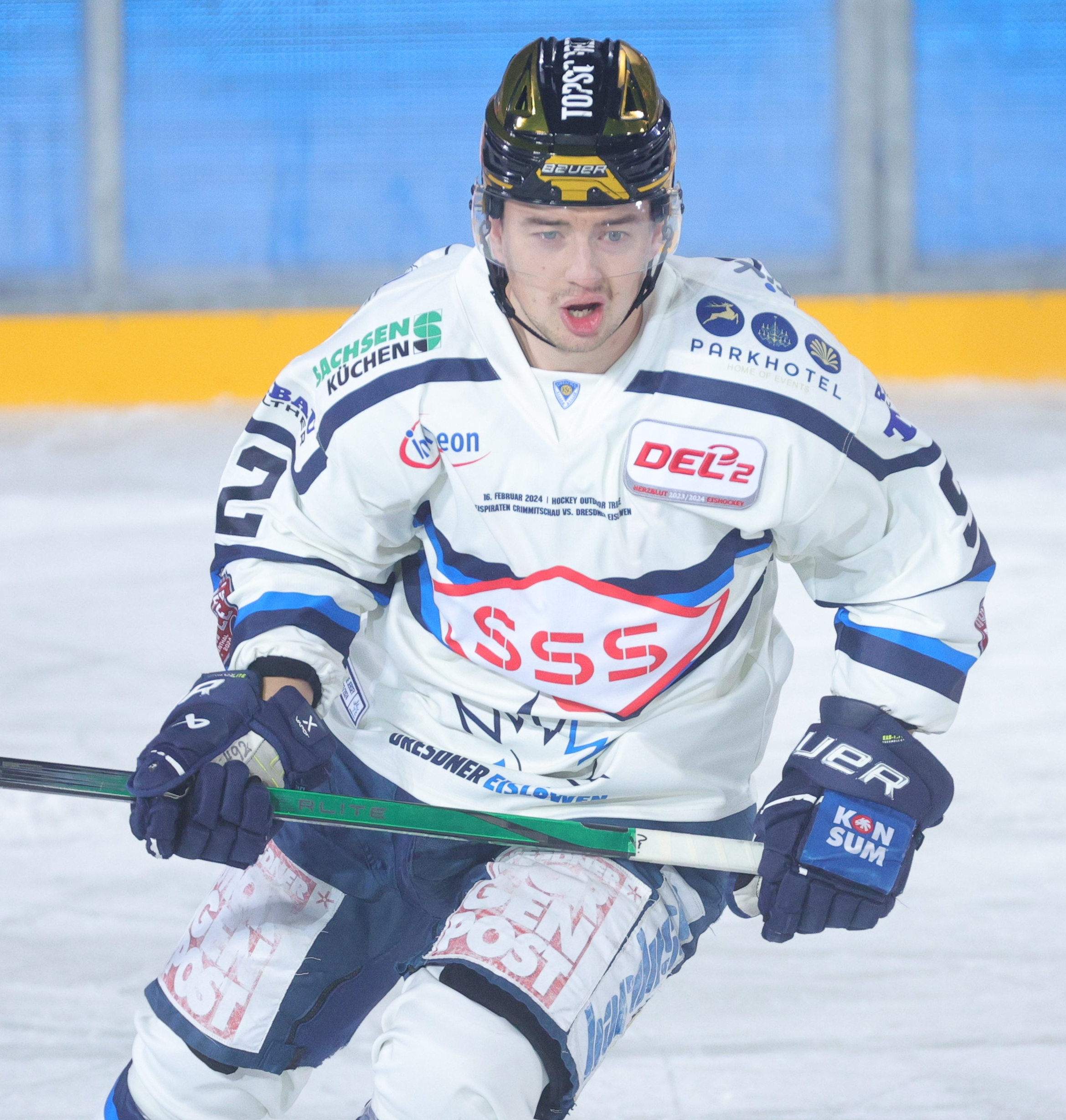
Andres im Trikot der Dresdner Eislöwen (2024)

Tomáš Andres begann seine Karriere im Nachwuchsbereich des HC Slovan Ústí nad Labem, für den er in der U16-Extraliga aktiv war. Im Sommer 2011 entschloss er sich für einen Wechsel zum tschechischen Topklub HC Slavia Prag, für den er ebenfalls in der U16- und später in der U18-Extraliga aktiv war. Ab 2013 wurde er in der U20-Extraliga (NOEN extraliga juniorů) eingesetzt. In der folgenden Spielzeit debütierte er für Slavia in der Tipsport extraliga, der höchsten Spielklasse des Landes, und erzielte in 40 Partien fünf Scorerpunkte. Slavia Prag stieg im Frühjahr 2015 in die zweitklassige 1. liga (WSM liga) ab, in der Andres weitere Spiele absolvierte. Im November 2015 wurde er an seinen Heimatverein ausgeliehen, kehrte aber im Saisonverlauf in Slavias Kader zurück.
Im Sommer 2016 setzte Andres seine Karriere in der zweitklassigen finnischen Mestis bei KeuPa HT fort und erzielte in 53 Saisonspielen 19 Scorerpunkte. Zu Beginn der Spielzeit 2017/18 stand er beim tschechischen Drittligisten HC Tábor unter Vertrag, ehe er in die höchste französische Liga, die Ligue Magnus, zu Nice Hockey Côte d’Azur wechselte. Eine weitere Station in Frankreich war der Lyon Hockey Club, für den er 43 Scorerpunkte erzielte. Im Juli 2019 folgte der Wechsel in die deutsche DEL2 zu den Lausitzer Füchsen. Kurz vor Beginn der Saison 2019/20 erhielt er die deutsche Staatsbürgerschaft, da er deutsche Vorfahren hat. Nach zwei Jahren bei den Füchsen, in denen er in 98 Partien 17 Treffer und 45 Assists erzielte, unterschrieb Andres im April 2021 einen Vertrag beim Ligakonkurrenten Dresdner Eislöwen, der in der Folge mehrfach verlängert wurde. Im Frühjahr 2025 gelang ihm mit den Eislöwen der Gewinn der Meisterschaft der DEL2, der gleichbedeutend mit dem Aufstieg in die Deutsche Eishockey Liga (DEL) war.

### International
Tomáš Andres spielte im U16, U17-, U18, U19 und U20-Bereich für die tschechischen Juniorennationalmannschaften und absolvierte dabei insgesamt 35 Junioren-Länderspiele.

## Erfolge und Auszeichnungen
- 2025 DEL2-Meister und Aufstieg in die DEL mit den Dresdner Eislöwen

## Karrierestatistik
Stand: Ende der Saison 2024/25
(Legende zur Spielerstatistik: Sp oder GP = absolvierte Spiele; T oder G = erzielte Tore; V oder A = erzielte Assists; Pkt oder Pts = erzielte Scorerpunkte; SM oder PIM = erhaltene Strafminuten; +/− = Plus/Minus-Bilanz; PP = erzielte Überzahltore; SH = erzielte Unterzahltore; GW = erzielte Siegtore; 1 Play-downs/Relegation; Kursiv: Statistik nicht vollständig)